# Oleksij Mychajlytsjenko
Oleksij Oleksandrovytsj Mychajlytsjenko (Oekraïens: Олексій Олександрович Михайличенко, Russisch: Алексей Александрович Михайличенко, Alexei Alexandrovitsj Michailitsjenko) (Kiev, 30 maart 1963) is een voormalig Sovjet Oekraïens voetballer. Na zijn actieve carrière werd hij voetbaltrainer. Ten tijde van de Sovjet-Unie werd zijn naam steevast in het Russisch geschreven als Aleksej Aleksandrovitsj Michajlitsjenko.

## Clubcarrière
Mychajlytsjenko begon zijn carrière in de jeugd van Dynamo Kiev in 1971. Hij debuteerde tien jaar later in de hoofdmacht van de club tijdens het seizoen 1981. Met Kiev werd Mychajlytsjenko viermaal landskampioen en won hij drie nationale bekers. Driemaal eindigde de club op het tweede plaats van de ranglijst. Het grootste succes kende Mychajlytsjenko toen hij in 1986 met Dynamo Kiev de Europacup II won ten koste van Atlético Madrid. In 1988 werd de aanvallende middenvelder verkozen tot beste voetballer van de Sovjet-Unie, in 1987 en 1988 werd hij tweemaal verkozen tot de beste speler van Oekraïne.
In 1990 vertrok Mychajlytsjenko naar de Serie A om te gaan spelen voor de Italiaanse kampioen Sampdoria. Met de club prolongeerde de middenvelder in 1991 de landstitel. Ook scoorde Mychajlytsjenko voor zijn club tijdens de Europese Supercup, dit bleek echter niet genoeg want tijdens de return tekenden Rijkaard en Gullit voor de winst van AC Milan. Na één seizoen vertrok Mychajlytsjenko naar Schotland om te gaan spelen voor Rangers. Daar won de middenvelder nog eens vijf landstitels gedurende zijn verblijf. Zijn eerste seizoen was het meest succesvol, toen hij tien doelpunten maakte tijdens 27 competitieoptredens. Aan het einde van het seizoen won hij met de Rangers zowel de Schotse FA Cup als de landstitel. De komst van Brian Laudrup in 1994 leidde het einde van de carrière van Mychajlytsjenko in. De middenvelder kwam minder aan spelen toe en besloot uiteindelijk in 1996 zijn loopbaan te beëindigen met 33-jarige leeftijd. De middenvelder probeerde in de herfst van zijn carrière nog een contract te bemachtigen bij FC Groningen, maar daar werd hij in september 1996 afgetest.

## Nationale elftal
Mychajlytsjenko speelde in totaal 36 keer voor het nationale elftal van de Sovjet-Unie. Hij was lid van het team dat in 1988 op de Olympische Spelen een gouden medaille in de wacht sleepte. Ook bereikte hij die zomer de finale van het EK 1988, waarin werd verloren van het Nederlands elftal. In 1992 nam Mychajlytsjenko ook deel aan het EK 1992 met het Gemenebest van Onafhankelijke Staten. Daarnaast kwam de middenvelder nog tweemaal in actie voor het nationale elftal van Oekraïne.

## Trainerscarrière
Na zijn actieve carrière keerde Mychajlytsjenko terug naar Oekraïne om daar in 1997 assistent-trainer te worden van Dynamo Kiev onder leiding van Valeri Lobanovsky. Toen Lobanovsky in 2002 overleed, nam Mychajlytsjenko tijdelijk de leiding over. Tijdens het seizoen 2002/03 werd hij definitief aangesteld als nieuwe trainer. Mychajlytsjenko leidde zijn elftal naar twee landstitels en winst van de nationale beker. In 2004 werd hij echter ontslagen na enkele teleurstellende resultaten. Mychajlytsjenko werd daarna aangesteld als trainer van Jong Oekraïne. Dit elftal leidde hij in 2006 naar de finale van het EK onder 21 jaar in Portugal waar het verloor van Jong Oranje. In 2008 volgde Mychajlytsjenko Oleh Blochin op als bondscoach van Oekraïne Hij stapte begin 2010 echter op, nadat hij zijn doelstelling om het WK 2010 te bereiken niet had weten te bereiken.
| Interlands Oekraïne onder leiding van Oleksij Mychajlytsjenko | Interlands Oekraïne onder leiding van Oleksij Mychajlytsjenko | Interlands Oekraïne onder leiding van Oleksij Mychajlytsjenko | Interlands Oekraïne onder leiding van Oleksij Mychajlytsjenko | Interlands Oekraïne onder leiding van Oleksij Mychajlytsjenko | Interlands Oekraïne onder leiding van Oleksij Mychajlytsjenko |
| №                                                             | Datum                                                         | Locatie                                                       | Wedstrijd                                                     | Uitslag                                                       | Competitie                                                    |
| ------------------------------------------------------------- | ------------------------------------------------------------- | ------------------------------------------------------------- | ------------------------------------------------------------- | ------------------------------------------------------------- | ------------------------------------------------------------- |
| 1                                                             | 06.02.2008                                                    | Nicosia, Cyprus                                               | Cyprus – Oekraïne                                             | 1 – 1                                                         | Oefeninterland                                                |
| 2                                                             | 26.03.2008                                                    | Kiev, Oekraïne                                                | Oekraïne – Servië                                             | 2 – 0                                                         | Oefeninterland                                                |
| 3                                                             | 24.05.2008                                                    | Rotterdam, Nederland                                          | Nederland – Oekraïne                                          | 3 – 0                                                         | Oefeninterland                                                |
| 4                                                             | 01.06.2008                                                    | Stockholm, Zweden                                             | Nederland – Oekraïne                                          | 0 – 1                                                         | Oefeninterland                                                |
| 5                                                             | 20.08.2008                                                    | Lviv, Oekraïne                                                | Oekraïne – Polen                                              | 1 – 0                                                         | Oefeninterland                                                |
| 6                                                             | 06.09.2008                                                    | Lviv, Oekraïne                                                | Oekraïne – Wit-Rusland                                        | 1 – 0                                                         | WK-kwalificatie                                               |
| 7                                                             | 10.09.2008                                                    | Almaty, Kazachstan                                            | Kazachstan – Oekraïne                                         | 1 – 3                                                         | WK-kwalificatie                                               |
| 8                                                             | 11.10.2008                                                    | Kharkov, Oekraïne                                             | Oekraïne – Kroatië                                            | 0 – 0                                                         | WK-kwalificatie                                               |
| 9                                                             | 19.11.2008                                                    | Dnipropetrovsk, Oekraïne                                      | Oekraïne – Noorwegen                                          | 1 – 0                                                         | Oefeninterland                                                |
| 10                                                            | 10.02.2009                                                    | Limassol, Cyprus                                              | Slowakije – Oekraïne                                          | 2 – 3                                                         | Oefeninterland                                                |
| 11                                                            | 11.02.2009                                                    | Nicosia, Cyprus                                               | Servië – Oekraïne                                             | 0 – 1                                                         | Oefeninterland                                                |
| 12                                                            | 01.04.2009                                                    | Londen, Engeland                                              | Engeland – Oekraïne                                           | 2 – 1                                                         | WK-kwalificatie                                               |
| 13                                                            | 06.06.2009                                                    | Zagreb, Kroatië                                               | Kroatië – Oekraïne                                            | 2 – 2                                                         | WK-kwalificatie                                               |
| 14                                                            | 10.06.2009                                                    | Kiev, Oekraïne                                                | Oekraïne – Kazachstan                                         | 2 – 1                                                         | WK-kwalificatie                                               |
| 15                                                            | 12.08.2009                                                    | Kiev, Oekraïne                                                | Oekraïne – Turkije                                            | 0 – 3                                                         | Oefeninterland                                                |
| 16                                                            | 05.09.2009                                                    | Kiev, Oekraïne                                                | Oekraïne – Andorra                                            | 5 – 0                                                         | WK-kwalificatie                                               |
| 17                                                            | 09.09.2009                                                    | Minsk, Wit-Rusland                                            | Wit-Rusland – Oekraïne                                        | 0 – 0                                                         | WK-kwalificatie                                               |
| 18                                                            | 10.10.2009                                                    | Dnipropetrovsk, Oekraïne                                      | Oekraïne – Engeland                                           | 1 – 0                                                         | WK-kwalificatie                                               |
| 19                                                            | 14.10.2009                                                    | Andorra la Vella, Andorra                                     | Andorra – Oekraïne                                            | 0 – 6                                                         | WK-kwalificatie                                               |
| 20                                                            | 14.11.2009                                                    | Athene, Griekenland                                           | Griekenland – Oekraïne                                        | 0 – 0                                                         | WK-kwalificatie                                               |
| 21                                                            | 18.11.2009                                                    | Donetsk, Oekraïne                                             | Oekraïne – Griekenland                                        | 0 – 1                                                         | WK-kwalificatie                                               |

## Erelijst
Als speler
 Dinamo Kiev
- Sovjet Top Liga: 1981, 1985, 1986, 1990
- USSR Cup: 1985, 1987, 1990
- USSR Supercup: 1985, 1986
- Europacup II: 1985/86

 Sampdoria
- Serie A: 1990/91

 Rangers
- Scottish Premier League: 1991/92, 1992/93, 1993/94, 1994/95, 1995/96
- Scottish Cup: 1991/92, 1992/93, 1995/96

 Sovjet-Unie
- Goud op de Olympische Zomerspelen: 1988

Als trainer
 Dynamo Kiev
- Vysjtsja Liha: 2002/03, 2003/04
- Beker van Oekraïne: 2002/03

Individueel
- Oekraïens voetballer van het jaar: 1987, 1988
- Sovjet-Russisch voetballer van het jaar: 1988